# Sender Schnee-Eifel
Der Sender Schnee-Eifel ist eine 1965 errichtete Sendeanlage der Deutschen Funkturm für UKW auf dem Schwarzen Mann bei Bleialf in der gleichnamigen Landschaft Schnee-Eifel.
Sie steht 690 m ü. NHN und verwendet als Antennenträger einen 105 Meter hohen, abgespannten Stahlrohrmasten. Der Sender Schnee-Eifel war bis Ende 2008 der Grundnetzsender für die rheinland-pfälzische West-Eifel im UHF-Bereich. Seit 2004 wird zudem auf UKW ein Füllsender für den Deutschlandfunk betrieben.
Am 22. Oktober 2010 wurde gemeldet, dass der Sendemast von 223 Meter auf 105 Meter gekürzt wird. Durch die Abschaltung des analogen terrestrischen Fernsehens wurde die volle Höhe nicht mehr benötigt.
Der Sender Schnee-Eifel ist nicht zu verwechseln mit dem Sender Eifel oder dem Sender Bleialf, der 2,2 km südwestlich davon steht.

## Frequenzen und Programme

### Analoges Radio (UKW)
| Frequenz (MHz) | Programm        | RDS PS   | RDS PI | Regionalisierung | ERP (kW) | Antennendiagramm rund (ND) / gerichtet (D) | Polarisation horizontal (H) / vertikal (V) |
| -------------- | --------------- | -------- | ------ | ---------------- | -------- | ------------------------------------------ | ------------------------------------------ |
| 95,4           | Deutschlandfunk | __DLF___ | D210   | –                | 0,05     | D (170°-150°)                              | H                                          |

### Ehemalige analoge Programme
Mit der Einführung von DVB-T am Sender Eifel am 12. November 2008 endete die analoge TV-Ausstrahlung am Sender Schnee-Eifel.
Vor der Umstellung auf DVB-T liefen hier die folgenden analogen TV-Sender:
| Kanal | Frequenz (MHz) | Programm                      | ERP (kW) | Antennendiagramm rund (ND)/ gerichtet (D) | Polarisation horizontal (H)/ vertikal (V) |
| ----- | -------------- | ----------------------------- | -------- | ----------------------------------------- | ----------------------------------------- |
| 30    | 543,25         | ZDF                           | 195      | D                                         | H                                         |
| 40    | 623,25         | SWR Fernsehen Rheinland-Pfalz | 182      | D                                         | H                                         |